# Ålfoten
Ålfoten – wieś w zachodniej Norwegii, w okręgu Sogn og Fjordane, w gminie Bremanger. Wieś leży u ujścia rzeki Sagelva, na północnym brzegu fiordu Ålfotfjorden (odnogi fiordu Nordfjord), wzdłuż norweskiej drogi nr 614. Ålfoten znajduje się 8 km na południe od miejscowości Isane i około 26 km na wschód od centrum administracyjnego gminy - Svelgen. Miejscowość była częścią dawnej gminy Davik aż do 1965 r., kiedy to została włączona do Bremanger.
We wsi znajduje się kościół, który został wybudowany w 1678 roku oraz swój początek ma tunel - Isetunnelen - przebiegający pod górą Aksla i łączący Ålfoten z miejscowością Isane.
We wsi w 2001 roku mieszkało 181 osób.

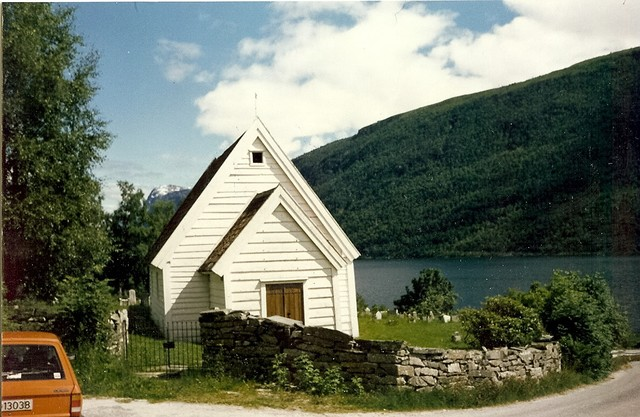
Ålfoten - kościół